# Pantaleu (Gerona)
Pantaleu es un lugar del municipio español de Palau Sator, perteneciente a la provincia de Gerona, en la comunidad autónoma de Cataluña.

## Historia
A mediados del siglo XIX, la aldea ya pertenecía a Palau Sator. Aparece descrita en el decimosegundo volumen del Diccionario geográfico-estadístico-histórico de España y sus posesiones de Ultramar de Pascual Madoz de la siguiente manera:

PANTALEU: ald. en la prov. y dióc. de Gerona, part. jud. de La Bisbal, aud. terr., c. g. de Barcelona, ayunt. de Palau Sator, de cuyo l. depende.
(Madoz, 1849, p. 672)